# Hawaii Fünf-Null
Hawaii Fünf-Null (Originaltitel: Hawaii Five-O) ist eine US-amerikanische Krimiserie, von der in den Jahren 1968 bis 1980 insgesamt 279 Folgen zu je 45 Minuten entstanden. Die Namensgebung Fünf-Null spielt auf Hawaii als 1959 neu hinzugekommenen 50. Bundesstaat der USA an.
Die Serie wurde nahezu komplett auf Hawaii gedreht; vor und hinter der Kamera waren unzählige Einheimische an der Produktion beteiligt. Jack Lord, der durch den James-Bond-Film James Bond jagt Dr. No bekannt wurde, wird auf Hawaii noch heute als Nationalheld verehrt.

## Handlung
Die Hauptfigur dieser Serie, Steve McGarrett, ist der Leiter einer Polizei-Spezialeinheit, deren Aufgabe es ist, gegen das organisierte Verbrechen auf Hawaii vorzugehen. Dabei sind er und sein Assistent Danny Williams direkt dem Gouverneur von Hawaii unterstellt. Bei ihren Ermittlungen und Einsätzen werden sie durch Kollegen von der Polizei von Honolulu unterstützt.

## Ausstrahlung
In Deutschland zeigte Das Erste zwischen April 1971 und Mai 1972 26 Folgen der ersten vier Staffeln in loser Reihenfolge und um ca. fünf Minuten gekürzt. Die fehlenden 253 Episoden blieben bis in die späten 1980er-Jahre unsynchronisiert.
Zwischen 1991 und 1993 zeigte zunächst ProSieben 128 erstmals synchronisierte Folgen. Die restlichen Episoden strahlte zwischen 1993 und 1995 der Kabelkanal (heute: Kabel eins) erstmals in einer deutschen Fassung aus. Damit existiert für alle Folgen, außer den Episoden 2.16 Bored, She Hung Herself, die seit der Erstausstrahlung auch in den USA nicht wiederholt wurde, und der Episode 11.06 A Distant Thunder, eine deutsche Fassung.
Es folgten weitere Wiederholungen auf Kabel 1 und Premiere. Von 2009 bis 2010 wurden die ersten zwei Staffeln der Serie auf Anixe HD in HD und auf das 16:9-Format beschnitten gezeigt. Beginnend mit Staffel 5 strahlte der Pay-TV-Sender AXN ab Februar 2013 die Serie ebenfalls in HD jedoch im originalen 4:3-Format aus.

## Soundtrack
Der Komponist von Titel- und Filmmusik Morton Stevens konnte unter anderem neben einer Nominierung (1969) zwei Emmy Awards (1970 und 1974) für Einzelfolgen dieser Serie gewinnen. The Ventures belegten mit ihrer Version des Titelsongs 1969 Platz 4 der US-Charts.

## Remake
1997 erschien ein gleichnamiger Fernsehfilm mit Gary Busey, Russell Wong, Steven Flynn und Elsie Sniffen (Kayla Blake) in den Hauptrollen, in dem von der Originalbesetzung James MacArthur, Zulu, Kam Fong (trotz Serientod in Staffel 10), Harry Endo und Herman Wedemeyer mitwirkten. In diesem Film wird Danny Williams angeschossen, woraufhin das alte Team die neuen Mitarbeiter von Fünf-Null unterstützt.
Von 2010 bis 2020 produzierte und sendete der bereits für die Originalserie verantwortliche Sender CBS ein Remake der Serie unter dem Titel Hawaii Five-0.

## DVD-Veröffentlichungen
Die Serie wurde in Staffelboxen veröffentlicht. Auf den in Deutschland erschienenen DVDs befindet sich neben der deutschen Synchronfassung auch der Originalton. In den 26 gekürzten ARD-Episoden werden die nichtsynchronisierten Passagen im Original mit Untertiteln angeboten.
| Staffeln    | Deutschland      | USA                |
| ----------- | ---------------- | ------------------ |
| 1. Staffel  | 6. Oktober 2011  | 6. März 2007       |
| 2. Staffel  | 5. April 2012    | 31. Juli 2007      |
| 3. Staffel  | 4. Oktober 2012  | 22. Januar 2008    |
| 4. Staffel  | 4. April 2013    | 10. Juni 2008      |
| 5. Staffel  | 17. Oktober 2013 | 18. November 2008  |
| 6. Staffel  | 7. August 2014   | 21. April 2009     |
| 7. Staffel  | 5. Februar 2015  | 20. Oktober 2009   |
| 8. Staffel  | 7. Mai 2015      | 16. März 2010      |
| 9. Staffel  | 6. August 2015   | 3. August 2010     |
| 10. Staffel | 5. November 2015 | 14. Dezember 2010  |
| 11. Staffel | 3. Dezember 2015 | 20. September 2011 |
| 12. Staffel | 3. Dezember 2015 | 10. Januar 2012    |

## Trivia
Die Einheit wurde in der Folge 2.10 Ausstieg mit Tücken der Fernsehserie Magnum von T.C. am Tresen erwähnt. In der Folge 1.06 Der gespielte Tod gibt sich Magnum in einem Funkspruch als Mitglied der Einheit aus.